# Butanon
Butanon – organiczny związek chemiczny z grupy ketonów. Jest bezbarwną, łatwopalną i lotną cieczą o ostrym, słodkim zapachu zbliżonym do acetonu. Bardzo dobrze rozpuszcza się w wodzie w warunkach normalnych, jednak słabiej w wyższej temperaturze. Jest przemysłowo wytwarzany na dużą skalę.

## Występowanie
Butanon występuje w śladowych ilościach w powietrzu. Wydzielany jest wraz ze spalinami samochodowymi oraz może pochodzić z fotooksydacji znajdujących się w powietrzu zanieczyszczeń, takich jak butan i innych węglowodorów. Niewielkie ilości butanonu przedostają się do wody wodociągowej z rur PCW.

## Otrzymywanie
Jednym ze sposobów otrzymywania butanonu jest hydratacja butenu do sec-butanolu, który następnie jest dehydrogenowany do ketonu w fazie gazowej w temp. zazwyczaj w zakresie 350–400 °C. W ten sposób otrzymuje się przemysłowo blisko 90% butanonu:
n-buten + H
2O → CH
3CH(OH)CH
2CH
3
CH
3CH(OH)CH
2CH
3 → CH
3C(O)CH
2CH
3 + H
2
Pozostała ilość butanonu wytwarzanego przemysłowo pochodzi z bezpośredniego utleniania butenu. proces można prowadzić:
- w fazie ciekłej jako reakcję rodnikową, w której butanon jest produktem ubocznym podczas produkcji kwasu octowego[12]
- w fazie gazowej, w reakcji katalitycznej[12][14].

Można go także otrzymać przez utlenianie butanu lub z 2-metyloacetylooctanu etylu.

## Właściwości
- współczynnik załamania: 1,37880[2]
- ciepło parowania (25 °C): 114,38 cal/g[8]
- ciepło właściwe (25 °C): 0,5267 cal/(g·K)[8]
- ciepło topnienia: 27,97 cal/g[8]
- ciepło spalania: −8082,4 cal/g[8]
- objętość krytyczna: 267,0 cm³/mol[8]
- granice wybuchowości: 1,9–11,5% obj.[8]

## Zastosowania
Butanon jest wykorzystywany jako rozpuszczalnik w wielu procesach związanych z syntetycznymi żywicami, skórami i gumami oraz z powłokami winylowymi, nitrocelulozowymi i akrylowymi. Znajduje zastosowanie w wytwarzaniu smarów, lakierów, klejów, farmaceutyków, środków czyszczących i preparatów do usuwania farb i lakierów. Obecny jest w niewielkich ilościach w niektórych kosmetykach i produktach spożywczych jako środek zapachowy i smakowy. W przemyśle stosuje się go także do rozwłókniania drewna liściastego i formulacji pestycydów.
Jest także prekursorem w otrzymywaniu nadtlenku etylometyloketonu, który wykorzystywany jest jako katalizator w niektórych reakcjach polimeryzacji, oraz diacetylu. Może być także katalizatorem w otrzymywaniu kwasu tereftalowego z p-ksylenu oraz w produkcji hydrazyny.

## Zagrożenia
Butanon jest drażniący, jednak poważne skutki zdrowotne mogą pojawić się dopiero przy dużych dawkach lub stężeniach. Butanon może przedostać się do organizmu poprzez drogi oddechowe, skórę i przewód pokarmowy. Krótkotrwała inhalacja par może prowadzić do podrażnienia górnych dróg oddechowych, gardła i spojówek. Działanie butanonu na skórę i przewód pokarmowy może spowodować podrażnienia i oparzenia. Kontakt ciekłego butanonu z oczami może skutkować nieodwracalnymi uszkodzeniami. Skutkami zatrucia mogą być bóle i zawroty głowy, nudności, senność, problemy z koncentracją i utrata przytomności. W skrajnych przypadkach może dojść do spowolnienia akcji serca, drętwienia kończyn, rozszerzenia źrenic, ślinotoku i neuropatii toksycznych. Istnieją bardzo ograniczone informacje dotyczące skutków długotrwałego narażenia ludzi na butanon, jednak w testach na zwierzętach zaobserwowano negatywny wpływ na układ nerwowy, wątrobę, nerki i układ oddechowy.
Butanon ma specyficzne działanie na białka i może zaburzać funkcjonowanie enzymów. Z tego też powodu do badania jego toksyczności mogą być wykorzystywane linie komórkowe nerwiaka płodowego, ze względu na ich dużą wrażliwość.
Nie istnieją żadne informacje dotyczące szkodliwego działania na rozwój i rozrodczość oraz rakotwórczości butanonu w stosunku do człowieka. Negatywne skutki rozwojowe, w tym utrata masy i wady rozwojowe płodu, zostały jednak zaobserwowane w badaniach szczurów i myszy narażonych na butanon poprzez inhalację lub spożycie.
Butanon jest łatwopalny i lotny. Pary gromadzą się w dolnych partiach pomieszczeń oraz w zagłębieniach terenu i mogą tworzyć z powietrzem mieszaniny wybuchowe o szerokim zakresie stężeń.
- NDS: 200 mg/m³[8]
- NDSCh: 850 mg/m³[8]